# Старозагорское восстание (1875)
Старозагорское восстание (болг. Старозагорско въстание) — национально-освободительное восстание в Болгарии против турецкого господства. Произошло в сентябре 1875 года в г. Стара-Загора.

## История
К середине 1870-х годов в Болгарии сложилась революционная ситуация. В январе 1875 г. Христо Ботев писал: 
Наш народ стоит перед выбором: либо оставаться под турецким игом,.. либо пойти по революционному пути, вступив в неравную борьбу с угнетателями!

Восстание подготовлялось Болгарским революционным центральным комитетом (БРЦК), созданным в Бухаресте в 1872 году. В числе его членом были Васил Левский, Панайот Хитов, Стефан Стамболов, Любен Каравелов и др. 7 июля 1875 г. Ботев и Стамболов писали эмиссару БРЦК Ивану Драсову в Белград: 
Что наш бунт будет иметь успех, это не требует особых доказательств, особенно при теперешнем критическом финансовом положении Турции и во время бунта в Герцеговине. Турецкое правительство не имеет денег, чтобы платить проценты по своим долгам, и теперь никто из европейских банкиров не желает дать ему взаймы, а если начнется бунт в Болгарии, тем более никто не захочет потерять свой капитал... Не является ли успех нашего восстания, если оно будет всеобщим, очевидным?
12 августа в Бухаресте под председательством П. Хитова состоялось заседание Народного собрания, созванного БРЦК из представителей местных подпольных комитетов Болгарии, которые представлял Н. Обретенов, и эмигрантских комитетов в Румынии. Собрание приняло решение о всеобщем восстании в Болгарии. Для подготовки восстания был избран новый центральный революционный комитет (ЦРК) из пяти человек в составе: Д. Ценович — председатель, Др. Шопов — кассир, Хр. Чобанов — член комитета, Хр. Ботев — зам. председателя и Ив. Драсов — секретарь. По решению «Комитета пяти» в Болгарию для организации и руководства восстанием были направлены Ст. Стамболов — в Стару Загору, З. Стоянов и С. Танасов — в Сливенский район, П. Волов и М. Сарафов — в Тырново, Ст. Драгнев — в Ловеч. На Н. Обретенова совместно с И. Драгостиновым и И. X. Димитровым возлагалась задача поднять восстание в Рущуке, Шумене, Разграде и Варне.

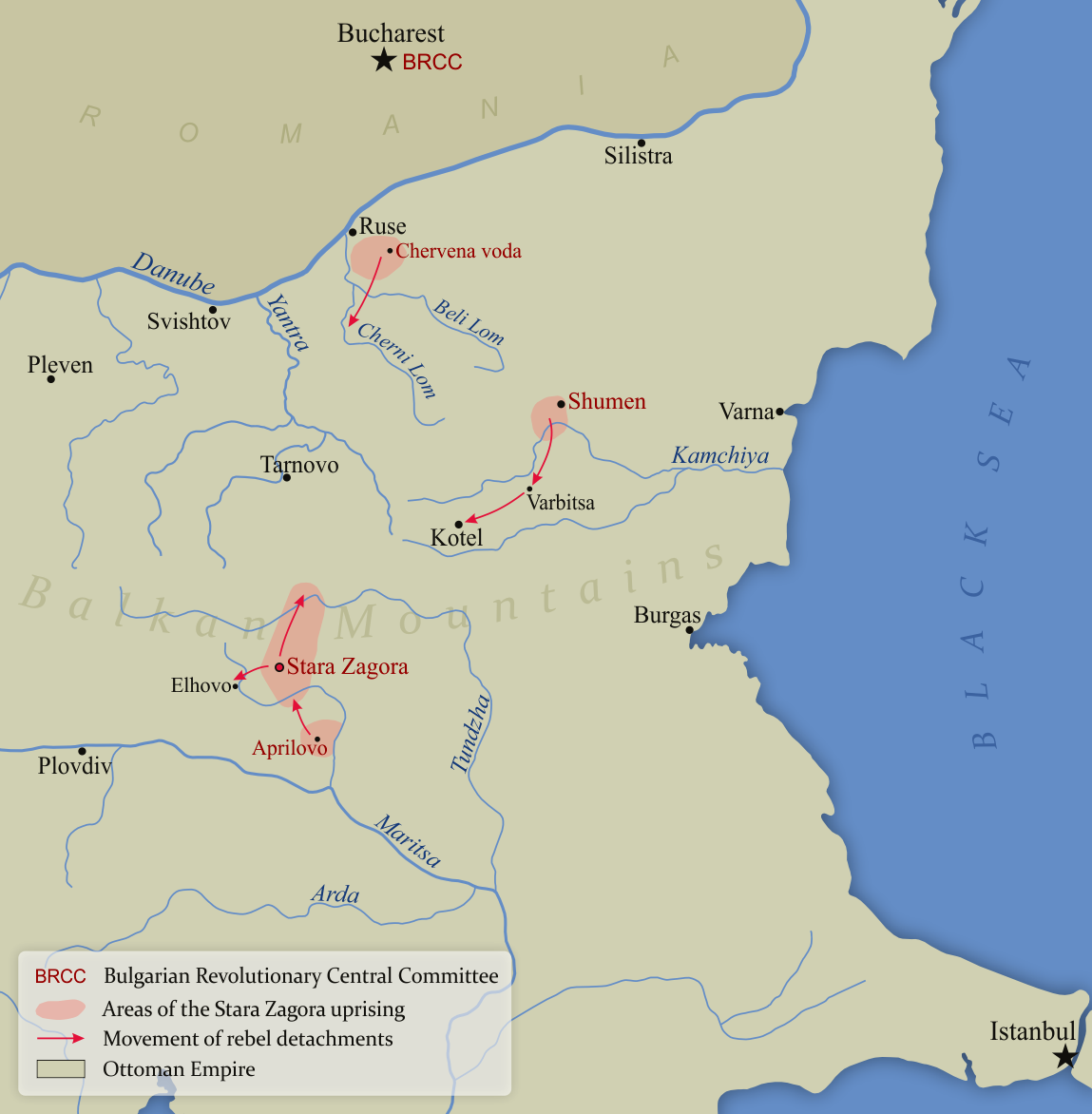

Страна была разделена на революционные округа, в главные центры которых были направлены организаторы восстания (Н. Обретенов, П. Волов, С. Стамболов и др.). Группа участников во главе с С. Займовым и Г. Бенковским должна была подготовить пожар в ряде районов Константинополя. Однако единый план действия отсутствовал, подготовка восстания велась наспех, что отрицательно сказалось на его ходе и итогах.
На 16(28) сентября 1875 года, время согласованного выступления, Тырновский комитет не начал его, в Старозагорском комитете возникли разногласия: часть мятежников считала осень неудачным для восстания временем, другая — во главе с С. Стамболовым — решила выступить в другое время. Местные турки, узнав о подготовке восстания, донесли об этом властям. В день восстания явилось всего 24 добровольца из горожан и несколько сельских отрядов, поэтому восстание с самого начала не имело никаких шансов на успех. Мятежники быстро были рассеяны.
Всего было арестовано до 700 человек (среди них и несколько организаторов восстания), 7 человек казнено. Некоторые повстанцы ушли в подполье или эмигрировали.
Выступления отдельных чет произошли также в Шумене и Русе, но были подавлены османскими войсками.

## Видные участники
- Иван Владиков-Владиката,
- Колю Ганчев,
- Стефан Стамболов,
- Иван Хаджидимитров (председатель Тырновского революционного комитета),
- Господин Михайловский,
- Стефан Чифудов,
- Христо Шикиров,
- Руси Аргов,
- Никола Райнов-Пантата,
- Захарий Стоянов,
- Тома Кырджиев,
- Георгий Икономов,
- Георгий Обретенов,
- Георгий Стоев,
- Панайот Волов.